# Diocèse de Beverley

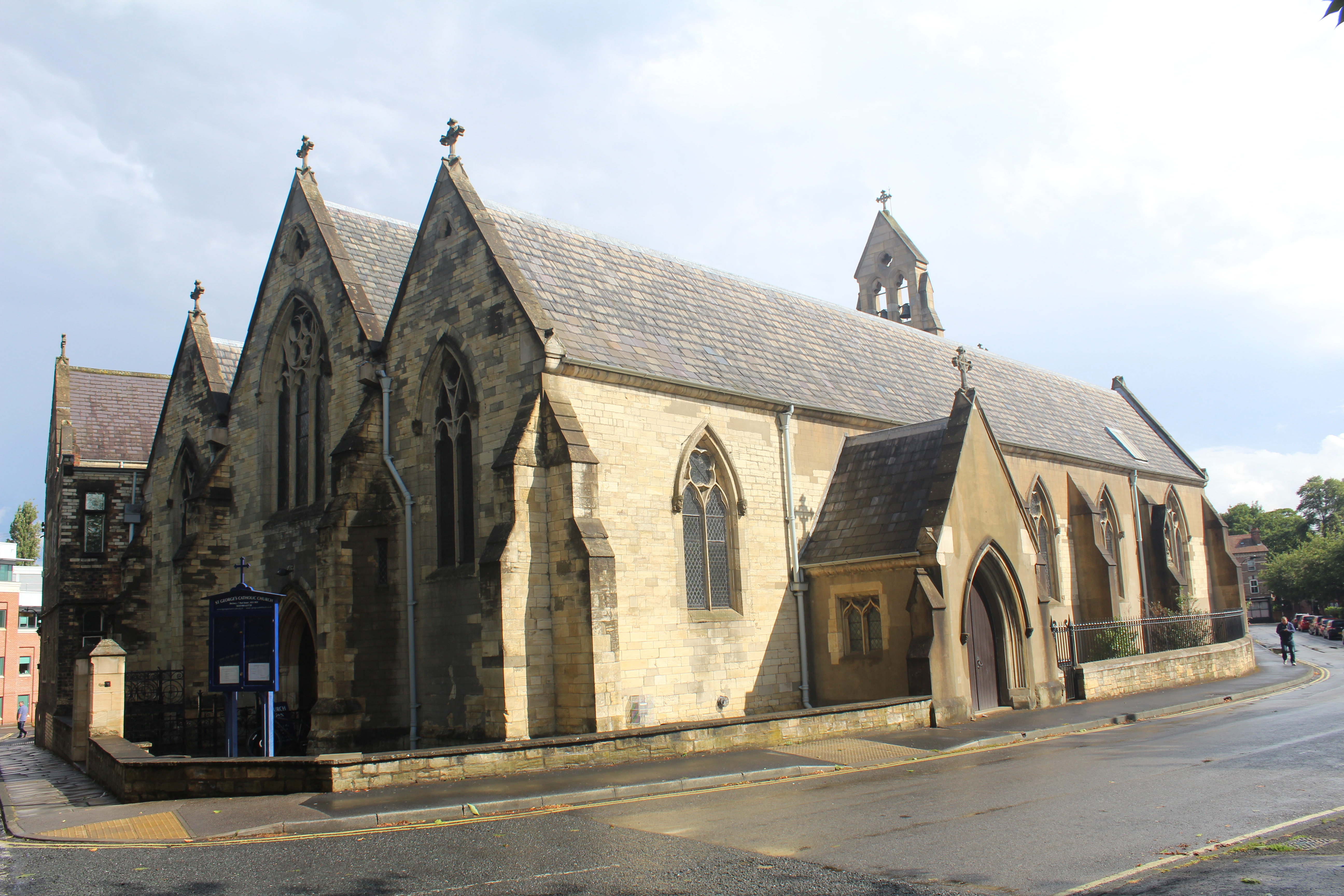
Première cathédrale du diocèse, Saint-Georges d'York.

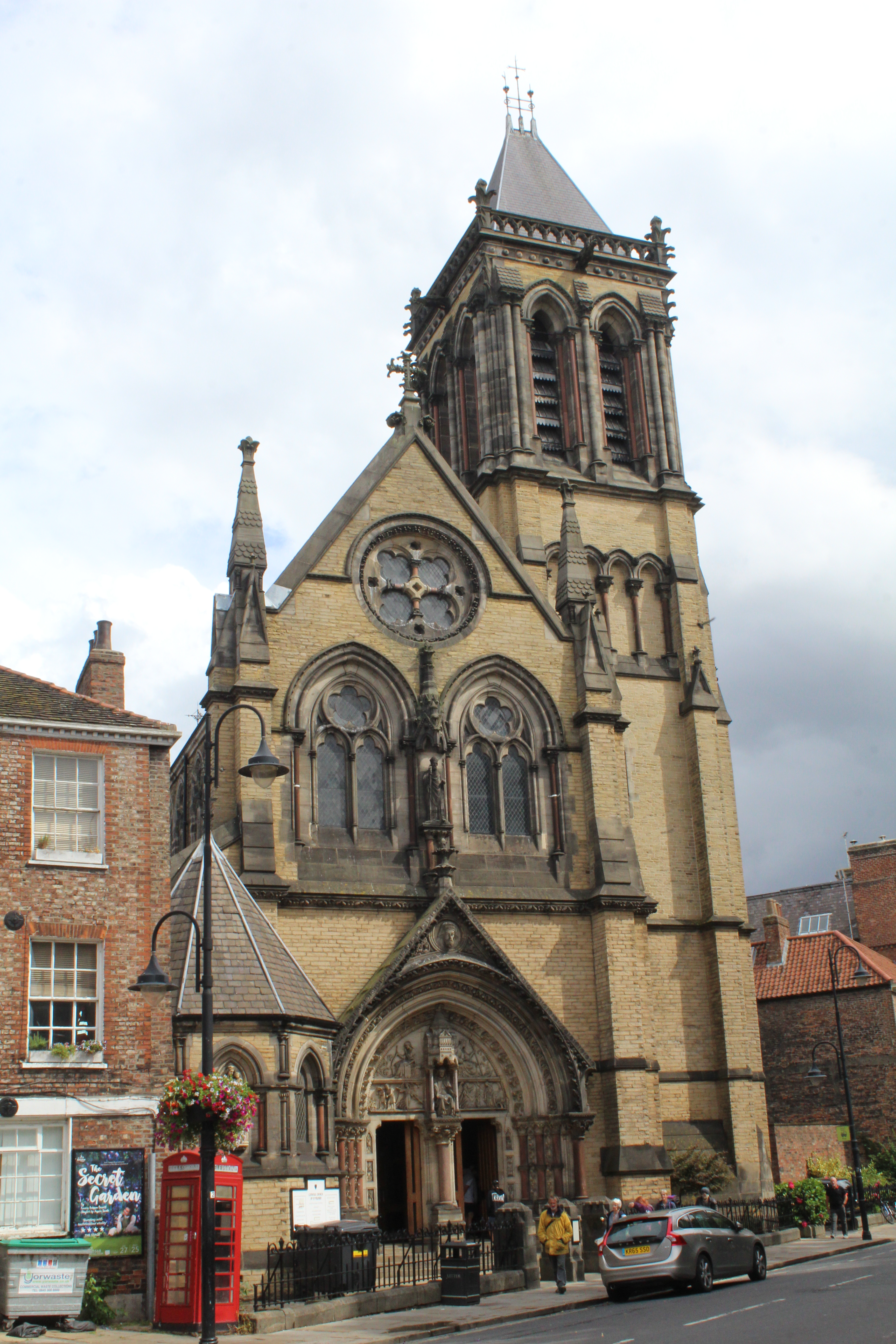
Seconde cathédrale, Saint-Wilfrid d'York.

Le diocèse de Beverley (Dioecesis Beverlacensis ou Dioecesis Beverlacum) est un diocèse historique de l'Église catholique en Angleterre-et-Galles. Il doit son nom à la ville de Beverley dans le Yorkshire de l'Est, bien que le siège épiscopal ait été dans la ville d'York. Ce diocèse a été érigé en 1850, puis a été remplacé par deux autres diocèses en 1878. Il est devenu siège titulaire en 1969.

## Histoire
Le vicariat apostolique du district du Yorkshire est érigé à partir du district du Nord, par le bref Muneris apostolici de Grégoire XVI du 11 mai 1840; comme son nom l'indique il comporte la plus grande partie du Yorkshire.
À la suite du rétablissement de la hiérarchie catholique en Angleterre et au pays de Galles par la bulle Universalis Ecclesiae du pape Pie IX, le district du Yorkshire est élevé en diocèse, le 29 septembre 1850,. La pro-cathédrale est d'abord l'église Saint-Georges de York, puis après 1864 l'église Saint-Wilfrid d'York. Le diocèse est divisé en deux autres le 20 décembre 1878, avec le diocèse de Leeds et celui de Middlesbrough.

## Siège titulaire
Le siège titulaire de Beverley est restauré en 1969 avec le Français Achille Glorieux puis occupé par John Hine (en), évêque auxiliaire de l'archidiocèse de Southwark de 2001 à sa mort en 2024.

## Ordinaires

### Évêques diocésains
- John Briggs † (3 juillet 1840 - 17 septembre 1860 décédé)
- Robert Cornthwaite † (3 septembre 1861 - 20 décembre 1878 nommé évêque de Leeds)

### Évêques titulaires
- Achille Glorieux † (19 septembre 1969 - 27 septembre 1999 décédé)
- John Hine (en) † (26 janvier 2001 - 16 novembre 2024 décédé)
- vacant (depuis le 16 novembre 2024)